# 清水通
清水通（しみずどおり）は、兵庫県神戸市垂水区の町名。郵便番号は655-0023。

## 地理
垂水区南部の西垂水地区（旧西垂水村）に位置する。東は中道、北は瑞穂通、南は御霊町、西は瑞ケ丘に接する。

## 交通

### バス
- 山陽バス - 町内に停留所は存在しない。
- 神戸市バス - 同じく停留所は存在しない。